# Вітання Вам!
«Вітання Вам!» — фільм 2007 року.

## Зміст
Фільм зайвий раз доводить, що у всіх підозрах потрібно розбиратися до кінця. Аня знаходить у чоловіка записку, як вона гадає, від коханки. В аеропорту вона бачить його з незнайомою жінкою і дитиною. Вона засмучується і вирішує, що чоловік йде з родини. Їде додому і зустрічає там своє старе кохання. Вона вирішує відновити це почуття і вирушає на побачення, якому за збігом обставин не судилося статися. Можливо це й на краще, адже чоловік повертається з твердим наміром зміцнити підмочений шлюб. Та як же тоді записка?